# 钩嘴圆尾鹱
钩嘴圆尾鹱（学名：Pseudobulweria rostrata），又名鈎嘴圓尾鸌，为鹱科一種中等大小、深棕色和白色的海鳥，分布於整個太平洋。
舊屬圆尾鹱属，今屬擬燕鹱屬。該物種包括兩個亞種：P. r. rostrata 繁殖於西中部太平洋，P. r. trouessarti 繁殖於熱帶和亞熱帶太平洋。黑背白腹穴鳥屬於鹱科，是擬燕鸌屬（Pseudobulweria）屬中研究最多的成員，該屬包括三種極度瀕危的物種。 同樣，黑背白腹穴鳥在2018年國際自然保護聯盟瀕危物種紅色名錄中被列為近危物種。 威脅包括引入的老鼠、野貓、豬、狗、鎳礦開採和光污染。

## 分類
1848年，皮爾在塔希提收集並描述了該物種的第一個標本。1917年，黑背白腹穴鳥被分為兩個亞種：rostrata 和 trouessarti，由於trouessarti的喙更為粗壯。 兩者不僅在生理上有差異，還分布在不同的地理位置。P. r. rostrata, 指名亞種繁殖於西中部太平洋，而P. r. trouessarti 繁殖於熱帶和亞熱帶太平洋。起初被歸類為圓尾鸌屬（Pterodroma），後來的基因研究顯示該鳥類實際上屬於擬燕鸌屬（Pseudobulweria）屬。此外，這項研究通過分析系統發育歷史顯示出黑圓尾鸌（Pseudobulweria aterrima）和黑背白腹穴鳥（Pseudobulweria aterrima）之間的物種區分。 確實，該屬包括黑背白腹穴鳥、貝氏圓尾鸌（Pseudobulweria becki）、斐濟圓尾鸌（Pseudobulweria macgillivrayi）、黑圓尾鸌（Pseudobulweria aterrima）和現已滅絕的大聖赫勒拿島海燕（Pterodromarupinarum）。類似於基因分析前的黑圓尾鸌，由於缺乏研究標本，某些科學家目前認為貝氏圓尾鸌是黑背白腹穴鳥的一個成員。

## 描述
成年黑背白腹穴鳥體重在315至506克之間，翼展平均為104.5厘米長，總長度在38至42厘米之間。 該物種的特徵是其楔形尾巴、長翅膀和脖子、小頭、黑色、粗壯而球狀的喙、深棕色眼睛以及深色的細長身體和白色的腹部。此外，成年個體大多是深棕色，頭部較暗，臀部較淺。它們的翅膀下部有一條隱約可見的白線，飛羽顏色較淡。幼鳥的羽毛與成鳥相似，雌鳥通常體型較小。 在遠距離觀察時，該物種可能很難與其他重疊分佈的海燕區分。最大的區別通常在於黑背白腹穴鳥較窄的翅膀，飛行時完全垂直於身體並且筆直，更像信天翁。而白腹圓尾鸌（Pterodroma alba）是一種相似但較小的圓尾鸌，飛行時翅膀向前彎曲。在較近距離觀察時，黑背白腹穴鳥與白腹圓尾鸌的區別在於後者較大的喙、翅膀下部缺乏白線和較淺的尾巴。 此外，有時會把大西洋圓尾鸌（Pterodroma incerta）誤認為黑背白腹穴鳥，因為它們有相似的白色腹部。然而，大西洋海燕可以通過其棕色尾部下部、眼睛周圍的黑色斑塊和單一的翅膀下部區分。

## 分佈和棲地
儘管名為黑背白腹穴鳥，但其分佈於整個太平洋。如前所述，亞種在海洋的不同區域繁殖：
- 钩嘴圆尾鹱指名亚种（学名： (Titian Peale, 1848)）：曾称拟褐燕鹱。已確認在美屬薩摩亞、甘比爾群島、馬克薩斯群島和社會群島繁殖。也可能在庫克群島的拉羅湯加島繁殖。[6]分佈於馬克薩斯群島及社會群島，但也見於台湾岛[14]。

- P. r. trouessarti, （Brasil, 1917）：已確認在新喀里多尼亞和瓦努阿圖繁殖。[6]

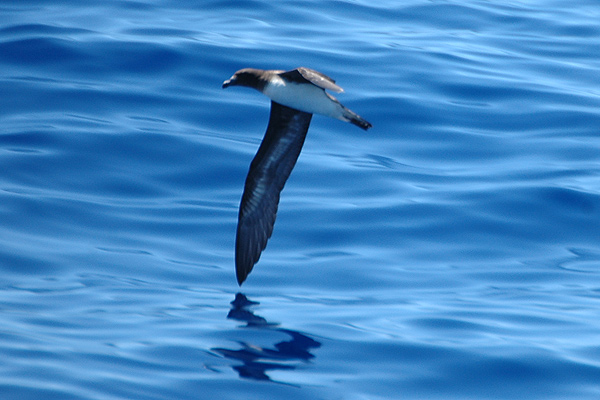
見於黄金海岸東南部的本物種

其非繁殖區分佈地包括澳大利亞、關島和密克羅尼西亞聯邦。然而，流浪個體已在南和中美洲、亞洲和大洋洲的各地被發現，如下所示。
流浪個體曾在智利、哥倫比亞、哥斯達黎加、厄瓜多爾、薩爾瓦多、法屬南部領地、危地馬拉、印度尼西亞、日本、台灣島、基里巴斯、馬紹爾群島、瑙魯、夏威夷、尼加拉瓜、紐埃、諾福克島、北馬里亞納群島、帛琉、巴拿馬、巴布亞新幾內亞、秘魯、菲律賓、皮特凱恩、薩摩亞、托克勞、湯加、圖瓦盧、美國邊遠小島和瓦利斯和富圖納被發現。
黑背白腹穴鳥需要陸地和海洋系統，通常在淺水和海洋棲地以及灌木地和森林棲地中發現。在海洋棲地方面，它們偏好水表溫度高於25°C的水域。 因此，厄爾尼諾現象可能會影響它們在東太平洋水域的豐度。

## 行為

### 繁殖
黑背白腹穴鳥在築巢時會在高海拔的山區或森林中產卵，這解釋了它們在繁殖時偏好火山島的行為。雖然黑背白腹穴鳥全年繁殖，但產卵高峰期在3月至7月之間，大多數新生雛鳥在7月至9月之間開始飛行。 一般來說，寬鬆的繁殖季節與3月至10月期間相關。 在新喀里多尼亞，P. r. trouessarti 在海拔高達500米的裂縫和洞穴中築巢。在其他地區，該物種可能在高達1900米的高度築巢。 總體而言，有關擬燕鸌屬（Pseudobulweria）的繁殖生物學資料稀缺，尚未收集到孵化或育雛的數據。

### 飲食
黑背白腹穴鳥的飲食幾乎不為人知，雖然有一些觀察到的進食記錄存在。這些記錄描述了鳥類在水面上捕獲獵物而不是潛水。例如，它們被發現捕食海黽，並與其他海鳥和領航鯨有進食關係。分析它們的胃內容物顯示其消化了深海遠洋魚類、頭足類動物和底棲遠洋魚類，如海洋斧頭魚（Sternoptychidae科）、黑刃蛇鯖（Gempylus serpens）,）和大西洋叉尾帶魚（Lepidopus caudatus）。由於這些海燕不潛水，胃中出現深海魚類表明其具有清道夫行為，或在夜間捕獲垂直遷徙的物種。

### 發聲
飛行或在繁殖地時，P. r. rostrata 使用一系列長哨聲進行複雜的叫聲，結尾帶有咕嚕聲。 具體在美屬薩摩亞，P. r. rostrata 的叫聲被描述為由7部分組成的地面叫聲，飛行時發出濃縮版本。開頭的"ti-ti"叫聲是一系列的斷奏音，在20種其他圓尾鸌中也有觀察到。此外，當亞種在黑暗或霧中接近聚落時，研究人員認為其可能使用回聲定位方法。 另一方面，飛行時，P. r. trouessarti 發出上揚哨聲，地面時通常發出由打嗝、哨聲、呻吟、停頓和泛音組成的咩叫聲。 一般來說，叫聲段落的許多變化被觀察到，可能顯示性別、情感和個體特徵。

## 保護

### 種群趨勢
擬燕鸌屬（Pseudobulweria） 是最瀕危的海鳥屬，斐濟圓尾鸌、貝氏圓尾鸌和黑圓尾鸌均為極度瀕危物種。 確實，黑背白腹穴鳥在2018年國際自然保護聯盟瀕危物種紅色名錄中被列為近危物種。 大多數種群趨勢在斐濟、美屬薩摩亞和庫克群島中未知。然而，繁殖種群在馬克薩斯群島、塔希提和茉莉亞島有減少趨勢，分別為<500對、<1,000對和<數千對。 總體而言，該物種估計有10,000至19,999個成熟個體，總個體數量為20,000至30,000個。根據海洋調查，1988-1990和1998-2000年間估算東熱帶太平洋個體數量減少了35%。

### 威脅
P. r. rostrata 種群的威脅包括野貓（Felis catus））和引入的老鼠（Rattus spp.）。 雖然需要控制掠食者，但山區道路的發展增加了掠食者對黑背白腹穴鳥繁殖地的干擾。 這包括自然掠食者沼澤鷂（Circus approximans）。 同樣地，P. r. trouessarti亞種受到野豬（Sus scrofa）、狗（Canis familiaris））、貓和鎳礦開採的威脅。 更具體地說，狗和豬被發現會把海燕從巢穴中挖出，而礦業會導致有害物質的攝入，降低繁殖成功率。此外，在新喀里多尼亞和法屬波利尼西亞，沿海光污染會導致幼鳥死亡。 此外，黑背白腹穴鳥與長尾水薙鳥（Ardenna pacifica）之間的關係是研究者關注的話題，因為記錄到激烈的洞穴競爭。

### 保護行動
目前，KNS礦業公司計劃減少在新喀里多尼亞的科尼安博山脈的開採。在那裡，Caledonienne鳥類學會（SCO）正在開展收集並釋放因光污染而迷失的個體活動。由於種群趨勢仍主要未知，普查和監測將繼續，以進一步了解該物種的保護需求。